# 石田星空
石田 星空（いしだ せら、2009年5月8日 - ）は、兵庫県出身の日本の子役 。クラージュキッズ所属。

## 出演

### テレビドラマ
- 大河ドラマ（NHK）
  - 真田丸（2016年）- 豊臣秀頼（幼少期）役
  - どうする家康（2023年）- 鵜殿氏次 役[3]
- ハケン占い師アタル 第2話（2019年1月24日、テレビ朝日） - 目黒円（8歳幼少期）役[4]
- ラジエーションハウス〜放射線科の診断レポート〜 第2話（2019年4月15日、フジテレビ） - 千葉健太郎 役[5]
- 病室で念仏を唱えないでください〜サトリ研修医・田中玲一〜 第9・10話（2020年3月13日 - 2020年3月20日、Paravi）水沢太一 役[6]
- 家栽の人（2020年5月17日、テレビ朝日）- 立花晃（幼少期）役[7]
- 連続テレビ小説 エール（2020年3月30日 - 11月27日、NHK） - 古山裕一（幼少期）役[8]
- FMラジオドラマ「幻想列車」（2020年8月1日、NHK）- 静稀 役[9]
- 35歳の少女 第8話 - 最終話（2020年11月28日 - 12月12日、日本テレビ） - 三山正登（男子生徒） 役[10][11][12]
- 華麗なる一族（2021年4月18日、WOWOW） - 美馬宏 役[13]
- 緊急取調室 第4シリーズ 第1話・第2話・第8話・最終話（2021年7月8日・15日・9月9日・16日、テレビ朝日） - 東奨太 役[14]
- 病院の治し方〜スペシャル~（2021年7月26日、テレビ東京）  夏目翔（幼少期）役[15]
- ドラマスペシャル 警視庁ひきこもり係（2021年8月5日、テレビ朝日） - 町田和也（幼少期）役[16]
- ビッ友×戦士 キラメキパワーズ!（2021年8月15日、テレビ東京） - 音羽ショパン 役[17]
- 世にも奇妙な物語'21秋の特別編 「ふっかつのじゅもん」 （2021年11月6日、フジテレビ）- 石村良介 役[18]
- ダマせない男（2022年3月26日、日本テレビ） - 絹咲正（少年期）役[19]
- 大岡越前6（2022年5月13日 - 7月1日、NHK BSプレミアム） - 求次郎 役[20]
- とりあえずカンパイしませんか? 第1話（2023年3月1日、テレビ東京） - 晴人（幼少期）役[21]
- 『異世界居酒屋「のぶ」Season3～皇帝とオイリアの王女編～』 第5・9話（2023年2月10日・3月10日、WOWOW） - ユーグ王 役[22]
- ホスト相続しちゃいました 第9話（2023年6月13日、関西テレビ・フジテレビ） - Masato（中学時代） 役[23]
- 相続探偵 第5話（2025年2月22日、日本テレビ） - 灰江七生（中学生時） 役[24]

### バラエティー
- 霜降りミキXIT（2021年2月8日、TBSテレビ）[25]
- 逃走中「こどもの日〜4時間SP～」（2021年5月5日、フジテレビ）[26]

### 映画
- ヒロイン失格（2015年9月19日、ワーナー・ブラザース）- 幼稚園児 役
- 貞子（2019年5月24日、KADOKAWA） - 秋川和真 （幼少期）役[27]
- 十二単衣を着た悪魔（2020年11月6日、キノフィルムズ） - 一宮 役[28]
- ヒノマルソウル〜舞台裏の英雄たち〜（2021年6月18日、東宝） - 西方仁也（幼少期）役[29]
- 破戒（2022年7月8日、東宝） - 大江仙太（幼少期）役[30]
- ACMA:GAME（2024年10月25日、東宝） - 黒田光輝（少年期）役[31]

### MV
- GENERATIONS from EXILE TRIBE「You & I」（2020年5月11日）[32]

### 舞台
- 東京芸術劇場「リチャード三世」- ヨーク公リチャード役 Wキャスト（2017年）[33]

### WEB
- タカラトミー「ポケモン ひらめきゲット モンスターボール」（2019年）[34]

### ネット配信
- 母に贈るエール（2020年、YouTube）[35]
  - 歌唱 石田星空(古山裕一役)、清水香帆(関内音役)、山口太幹(佐藤久志役)、込江大牙(村野鉄男役)